# Eugenio Colorni
Eugenio Colorni, né à Milan le 22 avril 1909 et mort à Rome le 20 mai 1944, est un philosophe italien et militant antifasciste.

## Biographie
Eugenio Colorni est le petit-fils de l'industriel juif Pellegrino Pontecorvo ce qui en fait le cousin des frères Gillo, Guido et Bruno Pontecorvo ainsi que des frères Emilio et Enzo Sereni. Il a enseigné la philosophie à l'Université de Trieste et a été actif dans la lutte anti-fasciste au sein du mouvement Giustizia e Libertà. Il a épousé Ursula Hirschmann, et eu une influence importante sur son frère Albert O. Hirschman, qui lui dédie son livre le plus connu, Exit, Voice, and Loyalty. Colorni a été l'un des contributeurs au Manifeste de Ventotene, et l'un des initiateurs du Mouvement Fédéraliste Européen. En 1938, il est arrêté pour son activisme politique anti-fasciste. Exilé à Ventotene en 1939 il obtient d'être transféré à Melfi en 1941. Il s'évade en 1943 et se réfugie à Rome où il est tué dans une embuscade nazie, en 1944, peu avant l'arrivée des troupes alliées.

## Œuvre
- L'estetica di Benedetto Croce: studio critico, 1932
- (ed.) Leibniz, La Monadologia, 1935
- Leibniz e il misticismo, 1938
- Filosofia e scienza, de l'Analyse, 1947
- Apologo, Sigma, 1947
- Je'dialoghi di Commodo, Sigma, 1949
- Critica filosofia e fisica teoria, Sigma, 1948
- Scritt, Florence, La Nuova Italia, 1975